# Duboisvalia ecuadoria
Duboisvalia ecuadoria is een vlinder uit de familie Castniidae. De wetenschappelijke naam van de soort werd, als Castnia ecuadoria, in 1877 gepubliceerd door John Obadiah Westwood. De ondersoorten en synoniemen in dit artikel zijn volgens Lamas (1995).
De soort komt voor in het Neotropisch gebied in Ecuador, Colombia, Peru en Bolivia.

## Ondersoorten
- Duboisvalia ecuadoria ecuadoria
  - = Castnia buckleyi Druce, 1883
- Duboisvalia ecuadoria albicornis (Houlbert, 1917)
  - = Gazera albicornis Houlbert, 1917
- Duboisvalia ecuadoria cratina (Westwood, 1877)
  - = ecuadoria cratina (Westwood, 1877)
- Duboisvalia ecuadoria melanolimbata (Strand, 1913)
  - = Castnia melanolimbata Strand, 1913, nomen novum voor Castnia buckleyi Preiss, 1899
  - = Castnia buckleyi Preiss, 1899 non Castnia buckleyi Druce, 1883
- Duboisvalia ecuadoria pellonia (Druce, 1890)
  - = Castnia pellonia Druce, 1890
  - = Castnia coarctifascia Talbot, 1929
- Duboisvalia ecuadoria plethoneura (Bryk, 1930)
  - = Gazera plethoneura Bryk, 1930
- Duboisvalia ecuadoria strandi (Niepelt, 1914)
  - = Castnia strandi Niepelt, 1914
- Duboisvalia ecuadoria truxilla (Westwood, 1877)
  - = Castnia truxilla Westwood, 1877
  - = Castnia truxilla fassli Pfeiffer, 1914
  - = Castnia pellonia catenigera Pfeiffer, 1917
  - = Castnia pellonia extensa Pfeiffer, 1917
  - = Castnia pellonia punctimargo Rothschild, 1919